# 349
349 је била проста година.

## Догађаји
- После кратке владавине од 183 дана, погубљени су цар Ши Зун и његова мајка царица Џенг Јингтао; наследио га је његов син Ши Ђијан, као цар државе Јие, касније Џао.
- Моу-јонг (прото-Монголи) преузимају контролу над Северном Кином.